# Deiléphile du tithymale
Hyles tithymali
Espèce
Le deiléphile du tithymale (Hyles tithymali) est une espèce de lépidoptères appartenant à la famille des Sphingidae, sous-famille des Macroglossinae et du genre Hyles.

## Description
L'envergure du mâle varie de 30 à 38 mm.

## Répartition et habitat
Répartition
L'espèce est connue en Afrique du nord, les îles Canaries, à Madère, dans les îles de la mer Méditerranée et dans les montagnes au Yémen.
Habitat
Sols désertiques dunes jusqu’à 2 000 m.

## Biologie
- Période de vol : d’avril à octobre en deux générations.
- Plantes hôtes : euphorbes, Mercurialis annua, Vitis et Tithymalus.

## Systématique
L'espèce a été décrite par l’entomologiste français Jean-Baptiste Alphonse Dechauffour de Boisduval, en 1832 sous le nom initial de Deilephila tithymali.

### Synonymie
- Deilephila tithymali Boisduval, 1834 Protonyme
- Deilephila calverleyi Grote, 1865
- Hyles cretica
- Deilephila tithymali deserticola Staudinger, 1901
- Celerio mauretanica flaveola Oberthür, 1904
- Celerio mauretanica dealbata Schultz, 1911
- Celerio euphorbiae albeola Stauder, 1913
- Celerio euphorbiae reverdini Stauder, 1913
- Celerio euphorbiae cingulata Stauder, 1913
- Celerio euphorbiae satanella Stauder, 1913
- Celerio euphorbiae velutina Stauder, 1913
- Celerio euphorbiae extensa Closs, 1917
- Celerio euphorbiae rosea Closs, 1917
- Celerio deserticola saharae Günther, 1939

### Liste des sous-espèces
- Hyles tithymale tithymali (Boisduval, 1834) (Tenerife, Gran Canaria, Lanzarote et Fuerteventura îles)
- Hyles tithymale mauretanica (Staudinger, 1871) (Afrique du Nord)
- Hyles tithymale deserticola (Staudinger, 1901) (Afrique du Nord)
- Hyles tithymale gecki (de Freina, 1991) (Madeira island)
- Hyles tithymalephaelipae Gil-T. & Gil-Uceda, 2007 (îles El Hierro et La Palma)
- Hyles tithymale himyarensis Meerman, 1988 (Koweït)
- Hyles tithymale cretica (Eitschberger, Danner & Surholt, 1998) (île Creta)
- Hyles tithymale Gallaeci Gil-T., Et Estévez Requejo 2011 (NW. Péninsule Ibérique, région Galice, Espagne))
- Le taxon sammuti [= Hyles tithymale sammuti (Eitschberger, Danner & Surholt, 1998)] selon des études moléculaires est un hybride de Hyles euphorbiae x Hyles tithymali.
- Hyles cretica est considéré, selon les auteurs, comme une espèce à part entière ou comme un hybride de Hyles euphorbiae x Hyles tithymali.
- Le statut final taxonomique du taxon Gallaeci. Gil-T, Requejo & Estévez, 2011 (larves très similaire à d'autres taxons du groupe tithymali) est en attente d' une étude moléculaire (non seulement de son ADN mitochondrial, mais aussi de son ADN nucléaire).

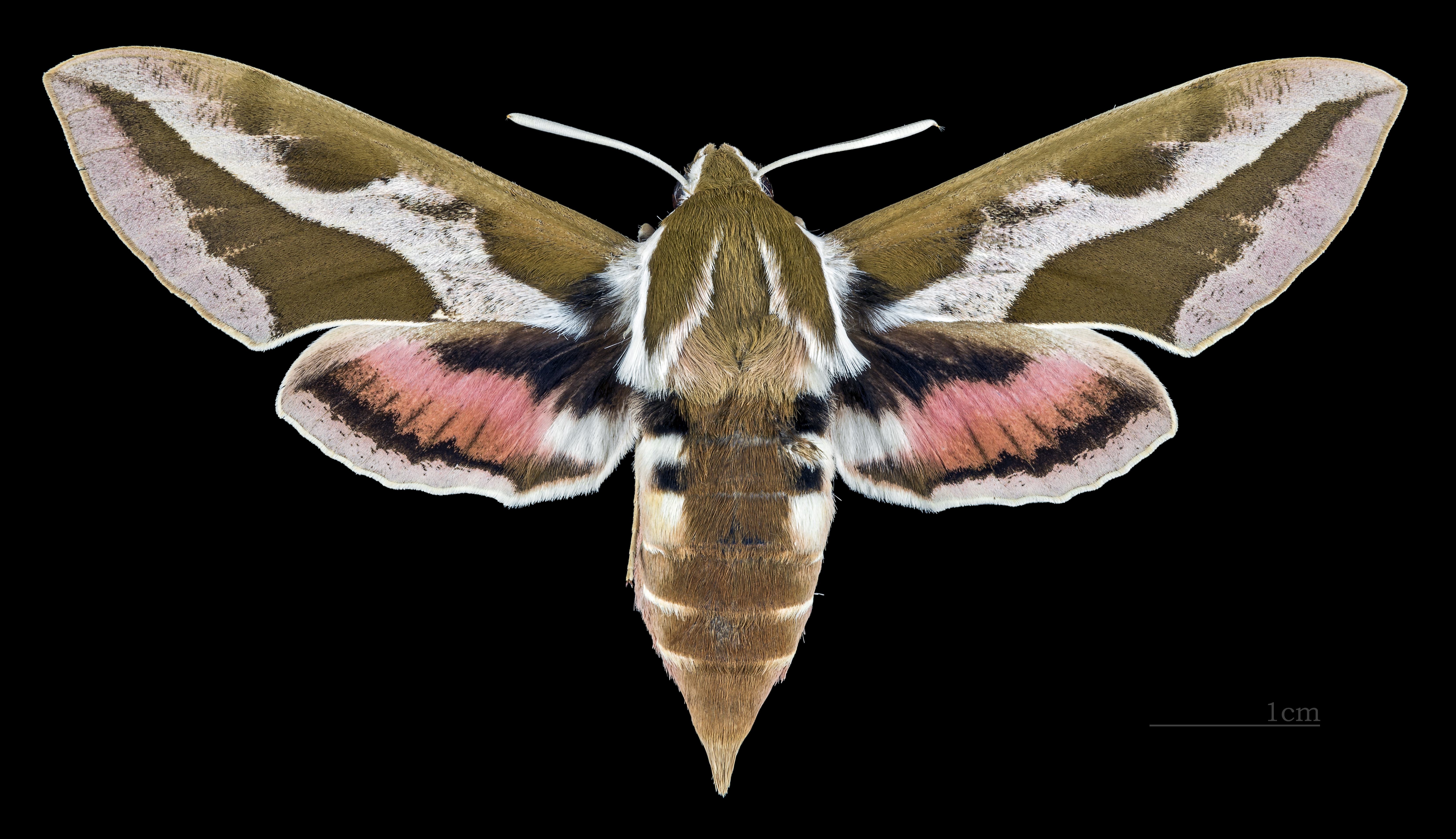
Hyles tithymali mauretanica - Avers (coll.MHNT)
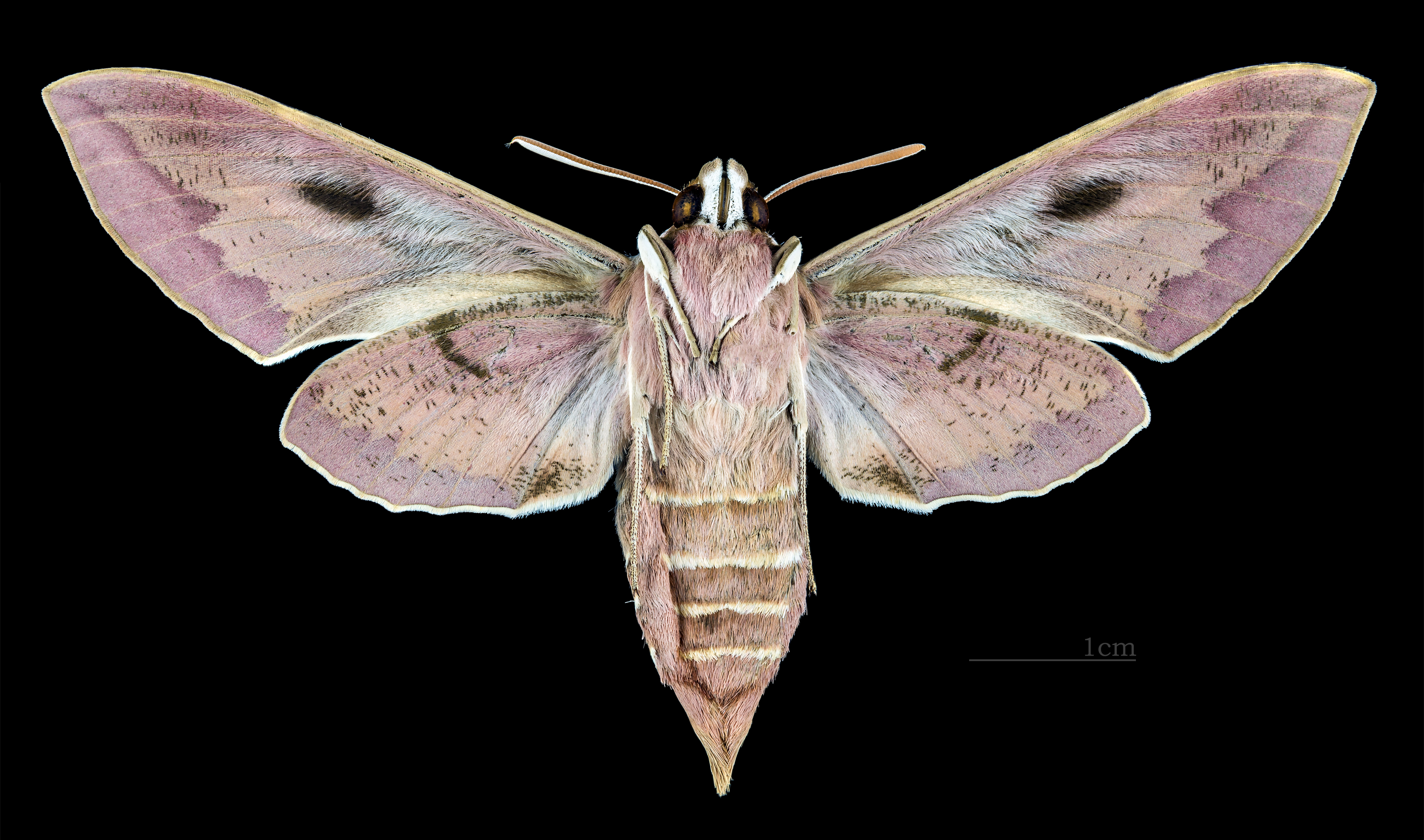
Hyles tithymali mauretanica - Revers (coll.MHNT)